# St. George's (Terranova y Labrador)
St. George's es un pueblo canadiense situado en la provincia de Terranova y Labrador.

## Superficie
St. George's tiene una superficie de 25,71 km².

## Demografía
En 2021, tenía 1139 habitantes, una densidad poblacional de 44,3 hab./km², y 611 viviendas.